# Campeonato Mundial de Halterofilismo de 2013 - Até 85 kg masculino
A categoria até 85 kg masculino foi um evento do Campeonato Mundial de Halterofilismo de 2013, disputado no Salão do Centenário, em Breslávia, na Polónia, entre 24 e 25 de outubro de 2013. 

## Calendário
Horário local (UTC+2)
| Dia           | Horário | Fase    |
| ------------- | ------- | ------- |
| 24 de outubro | 14:00   | Grupo C |
| 25 Oe outubro | 10:00   | Grupo B |
| 25 Oe outubro | 16:55   | Grupo A |

## Medalhistas
| Evento    | Ouro                 | Ouro   | Prata              | Prata  | Bronze                  | Bronze |
| --------- | -------------------- | ------ | ------------------ | ------ | ----------------------- | ------ |
| Arranque  | Andrei Rybakou (BLR) | 179 kg | Ivan Markov (BUL)  | 175 kg | Apti Aukhadov (RUS)     | 175 kg |
| Arremesso | Apti Aukhadov (RUS)  | 212 kg | Artem Okulov (RUS) | 209 kg | Yoelmis Hernández (CUB) | 208 kg |
| Total     | Apti Aukhadov (RUS)  | 387 kg | Ivan Markov (BUL)  | 381 kg | Artem Okulov (RUS)      | 381 kg |

## Recordes
Antes desta competição, o recorde mundial da prova era o seguinte:
| Recorde         | Tipo      | Atleta               | Peso   | Local      | Data                   |
| Recorde Mundial | Arranque  | Andrei Rybakou (BLR) | 187 kg | Chiang Mai | 22 de setembro de 2007 |
| Recorde Mundial | Arremesso | Zhang Yong (CHN)     | 218 kg | Ramat Gan  | 25 de abril de 1998    |
| Recorde Mundial | Total     | Lu Yong (CHN)        | 394 kg | Pequim     | 15 de agosto de 2008   |

## Resultado
Os resultados foram os seguintes. 
| Pos.              | Atleta                   | Grupo | Peso  | Arranque (kg) | Arranque (kg) | Arranque (kg) | Arranque (kg)     | Arremesso (kg) | Arremesso (kg) | Arremesso (kg) | Arremesso (kg)    | Total |
| Pos.              | Atleta                   | Grupo | Peso  | 1             | 2             | 3             | Resultado         | 1              | 2              | 3              | Resultado         | Total |
| ----------------- | ------------------------ | ----- | ----- | ------------- | ------------- | ------------- | ----------------- | -------------- | -------------- | -------------- | ----------------- | ----- |
| Medalha de ouro   | Apti Aukhadov (RUS)      | A     | 84.20 | 170           | 175           | 178           | Medalha de bronze | 205            | 212            | 219            | Medalha de ouro   | 387   |
| Medalha de prata  | Ivan Markov (BUL)        | A     | 84.02 | 170           | 175           | 175           | Medalha de prata  | 203            | 206            | 212            | 4                 | 381   |
| Medalha de bronze | Artem Okulov (RUS)       | A     | 84.74 | 165           | 170           | 172           | 5                 | 200            | 207            | 209            | Medalha de prata  | 381   |
| 4                 | Adrian Zieliński (POL)   | A     | 84.74 | 171           | 175           | 175           | 4                 | 204            | 204            | 205            | 5                 | 380   |
| 5                 | Yoelmis Hernández (CUB)  | A     | 84.34 | 158           | 165           | 167           | 6                 | 204            | 208            | 212            | Medalha de bronze | 373   |
| 6                 | Andrei Rybakou (BLR)     | A     | 84.45 | 175           | 179           | 179           | Medalha de ouro   | 194            | 194            | 200            | 7                 | 373   |
| 7                 | Tarek Yehia (EGY)        | A     | 84.68 | 160           | 165           | —             | 7                 | 203            | 210            | 211            | 6                 | 368   |
| 8                 | Mikalai Novikau (BLR)    | A     | 84.70 | 160           | 160           | 165           | 10                | 193            | 205            | 205            | 8                 | 353   |
| 9                 | Giovanni Bardis (FRA)    | A     | 84.72 | 156           | 156           | 161           | 8                 | 186            | 186            | 193            | 11                | 347   |
| 10                | János Baranyai (HUN)     | B     | 84.38 | 150           | 150           | 155           | 11                | 188            | 191            | 193            | 9                 | 346   |
| 11                | Michael Müller (GER)     | B     | 84.68 | 146           | 150           | 153           | 13                | 183            | 187            | 190            | 10                | 340   |
| 12                | Freddy Tenorio (ECU)     | B     | 83.54 | 145           | 150           | 150           | 12                | 185            | 188            | 188            | 13                | 335   |
| 13                | Travis Cooper (USA)      | B     | 84.42 | 145           | 148           | 148           | 18                | 183            | 183            | 185            | 14                | 330   |
| 14                | Hoàng Tấn Tài (VIE)      | C     | 84.55 | 135           | 145           | 150           | 20                | 175            | 185            | 188            | 15                | 330   |
| 15                | Marius Mickevičius (LTU) | B     | 84.67 | 146           | 149           | 150           | 15                | 177            | 182            | 185            | 17                | 328   |
| 16                | Andrés Mata (ESP)        | B     | 78.98 | 142           | 147           | 147           | 21                | 181            | 185            | 185            | 12                | 327   |
| 17                | Michael Nackoul (USA)    | B     | 84.32 | 139           | 139           | 145           | 17                | 177            | 182            | 185            | 16                | 327   |
| 18                | Mathieu Marineau (CAN)   | C     | 84.54 | 140           | 145           | 145           | 19                | 175            | 175            | 180            | 18                | 325   |
| 19                | Karen Tovmasjan (NED)    | C     | 84.20 | 143           | 147           | 147           | 14                | 175            | 181            | 181            | 20                | 322   |
| 20                | Pascal Plamondon (CAN)   | C     | 84.22 | 140           | 140           | 145           | 16                | 176            | 180            | 180            | 19                | 321   |
| 21                | Jack Oliver (GBR)        | C     | 83.86 | 135           | 140           | 143           | 22                | 173            | 173            | 181            | 21                | 313   |
| 22                | Igor Majlinger (CRO)     | C     | 83.82 | 113           | 113           | 118           | 23                | 133            | 138            | 142            | 22                | 260   |
| —                 | Tian Tao (CHN)           | A     | 83.57 | 160           | 165           | 165           | 9                 | —              | —              | —              | —                 | —     |